# アゲイン (重松清)
『アゲイン』は、重松清の小説。集英社の『小説すばる』にて2012年5月号より2016年10月号まで連載。2015年1月、『アゲイン 28年目の甲子園』のタイトルで映画化された。

## 概要
日本の高校野球OBたちの出場するアマチュア野球大会・マスターズ甲子園を目指す中年男性たちをめぐるドラマ。
最初に映画の企画があり、小説の連載と映画の制作が並行して開始された。また、映画の公開前に、監督と脚本を担当した大森寿美男によるノベライズ版が、集英社文庫から書き下ろしで発売された。

## あらすじ
ある日、元高校球児である坂町晴彦のもとへ、高校時代のチームメイトだった松川典夫の娘・戸沢美枝が訪ねてくる。美枝は東日本大震災で亡くなった父親が持っていた遺品の中から、投函されずに束になって残っていた年賀状を見つけ、晴彦のところへ来たのである。その後、晴彦は美枝がボランティアとして関わっているマスターズ甲子園への参加を勧められるが、昔の苦い思い出が頭に浮かぶのだった。

## 登場人物
〈〉内は設定年齢。
坂町晴彦〈46〉
演 - 中井貴一、工藤阿須加（高校時代）
スポーツ新聞社に勤めるバツイチのサラリーマン（元新聞記者→総務）。川越学院野球部の元キャプテン。
戸沢美枝〈21〉
演 - 波瑠
松川典夫の娘。神戸大学の学生で、マスターズ甲子園事務局でボランティアをしている。震災で父を亡くしている。
立原裕子〈46〉
演 - 和久井映見、木竜麻生（高校時代）
川越学院野球部の元マネージャー。3年生次の県大会予選の決勝戦を前に、ある事情で姿を消す。
高橋直之〈46〉
演 - 柳葉敏郎、大内田悠平（高校時代）
川越学院野球部の元エースピッチャーで、当時はプロを目指していた。現在、失業中。
坂町沙奈美
演 - 門脇麦
坂町晴彦の一人娘。小学生の頃に両親が離婚して以来、母の再婚相手と暮らしていたが、現在は家を出て、恋人と同棲している。父との仲はぎこちない。
松川典夫
演 - 太賀
川越学院野球部元メンバーで、戸沢美枝の父親。離婚してからは、美枝と離れて暮らしていた。仲間からは「ノリ」と呼ばれ、野球部のムードメーカー的存在だったが、自らの暴力事件によりチームの甲子園出場への夢を断ってしまう。それから27年間、毎年チームメイトに「一球入魂」と書いた年賀状を書きながらも、出さないまま、2011年の震災で亡くなる。
柳田建司
演 - 西岡德馬
坂町たちの先輩で、川越学院野球部OB会長。
山下徹男〈46〉
演 - 村木仁
川越学院野球部の元キャッチャーで、高橋とバッテリーを組んでいた。現在は少年野球チームの監督をしており、山下の息子もその少年野球チームの一員。
高橋夏子
演 - 堀内敬子
高橋直之の妻。
高橋マキ
演 - 久保田紗友
高橋直之の娘。
山下の妻
演 - 西尾まり
大出
演 - 浜田学
川越学院野球部OB。坂町らの後輩。

## 映画
『アゲイン 28年目の甲子園』（アゲイン にじゅうはちねんめのこうしえん）は、2015年1月17日に全国東映系で公開された日本映画。主演は中井貴一。監督・脚本は大森寿美男。なお、映像に表示されるタイトルは原作と同じ『アゲイン』である。
2013年11月23日よりクランクインし、同年12月21日と22日には、実際に阪神甲子園球場を使用して野球シーンの撮影を行った。

### キャスト
〈〉内は設定年齢。
- 坂町晴彦〈46〉 - 中井貴一
- 戸沢美枝〈21〉 - 波瑠
- 立原裕子〈46〉 - 和久井映見
- 高橋直之〈46〉 - 柳葉敏郎
- 坂町沙奈美 - 門脇麦
- 松川典夫 - 太賀
- 坂町晴彦（高校時代） - 工藤阿須加
- 高橋直之（高校時代） - 大内田悠平
- 柳田建司 - 西岡德馬
- 山下徹男〈46〉 - 村木仁
- 高橋夏子 - 堀内敬子
- 高橋ユキ - 久保田紗友
- 山下の妻 - 西尾まり
- 大出 - 浜田学
- 沙奈美の義父 - 安田顕
- 所沢工業野球部OB選手 - 阿南健治
- 坂町の上司 - 角盈男
- 川越学院野球部の現・監督 - 高橋慶彦
- 所沢工業野球部OBのエース投手 - 伊藤毅

### スタッフ
- 原作 - 重松清『アゲイン』（集英社『小説すばる』連載）より
- 監督・脚本 - 大森寿美男
- 音楽 - 梁邦彦
- 特別協力 - 日本高等学校野球連盟、全国高校野球振興会、全国高校野球OBクラブ連合、マスターズ甲子園実行委員会、メジャーライフ
- 野球指導 - 大石滋昭
- 野球用具協力 - アシックス
- 撮影 - 佐光朗
- 美術 - 小澤秀高、渡邉由利
- 照明 - 加瀬弘行
- 録音 - 阿部茂
- 音響効果 - 伊藤進一
- 編集 - 田中慎二
- 衣装 - 大森茂雄、箕輪さやか
- 助監督 - 清水勇気
- 製作担当 - 村山亜希子
- VFX - オムニバス・ジャパン
- スタジオ - 東映東京撮影所
- ロケ協力 - 神戸市、神戸フィルムオフィス、阪神甲子園球場、神戸大学発達科学部 ほか
- ラインプロデューサー - 榊田茂樹
- プロデュース - 天野和人、松岡周作、野村敏哉
- 協賛 - シュタイフMS1880、アイ・エイチ・エー、ウォーターワン
- 助成 - 文化庁文化芸術振興費補助金
- 企画協力 - 集英社
- 製作者 - 白倉伸一郎、木下直哉、高橋信彦、杉澤修一、間宮登良松、桂田大助、小野寺丈士、太田光代、風間建治、水口昌彦、岡田哲、宮田謙一、山本晋也、鈴木光、引地大介、石田好一
- 製作プロダクション - ボイスアンドハート
- 製作協力 - 光和インターナショナル
- 配給 - 東映
- 製作 - 「アゲイン」製作委員会（東映、木下グループ、ロード&スカイ、ST&M、東映ビデオ、エスエムイーレコーズ、ホリ・エージェンシー、ファニーパンドラ、BS朝日、ポニーキャニオン、夢番地、朝日新聞社、朝日放送、光和インターナショナル、亀屋万年堂、サンテレビジョン）

### 主題歌
- 浜田省吾「夢のつづき」（クリアウォーター）[6]
  - 作詞・作曲 - 浜田省吾 / 編曲 - 水谷公生[7]

最初に浜田から提供されたのは「君が人生の時…」のリメイク版で、それを使った最初の試写会では好評だった。しかし、その後浜田から改めて書き下ろしの新曲「夢のつづき」が提供された。浜田のファンである大森は新曲自体は嬉しかったものの、本作の主題歌としては「君が人生の時…」を気に入っていたため、複雑な感情を抱いたが、主題歌を差し替えて試写会をやり直したところ、全員が「こちらがいい」と言ったため、「夢のつづき」が採用された。なお、ミニアルバム『Dream Catcher』に収録された「君が人生の時…」は再度リメイクされたものである。本作用に作られたバージョンは2019年現在公式には未発表。